# Laos aux Jeux olympiques
Le Laos a participé 8 fois aux Jeux olympiques d'été. En revanche il n'a jamais été représenté aux jeux d'hiver. Aucun de ses athlètes n'a obtenu de médaille.
La première apparition du Laos aux JO date de 1980. Il a ensuite été présent en 1988, 1992, 1996, 2000, 2004 et 2008.